# Dichagyris latipennis
Dichagyris latipennis is een vlinder uit de familie uilen (Noctuidae). De wetenschappelijke naam is voor het eerst geldig gepubliceerd in 1909 door Pungeler.
De soort komt voor in Europa.